# Jean Renoir
Jean Renoir (franceză: [ʁənwaʁ]; n. 15 septembrie 1894, Paris, Île-de-France, Franța – d. 12 februarie 1979, Beverly Hills, California, SUA) a fost un regizor de film, scenarist, actor, producător și autor francez. În calitate de regizor și actor, el a realizat mai mult de 40 de filme din epoca filmului mut și până la sfârșitul anilor 1960. Filmele sale Iluzia cea mare (1937) și Regula jocului (1939) sunt citate adesea de critici printre cele mai bune filme făcute vreodată. El a fost plasat în topul BFI's Sight & Sound realizat de critici în 2002 pe locul IV în lista celor mai mari regizori ai tuturor timpurilor. Printre alte numeroase onoruri obținute în timpul vieții, el a primit Premiul Oscar pentru întreaga carieră în 1975 pentru contribuția sa la industria filmului. Renoir a fost fiul pictorului Pierre-Auguste Renoir.

## Filmografie
- 1924 Catherine ou Une vie sans joie (Catherine ou Une vie sans Joie, also acted)
- 1925 Fiica apelor (La Fille de l'eau)
- 1926 Nana
- 1927 Charleston Parade (Sur un air de charleston)
- 1927 Une vie sans joie (second version of Backbiters)
- 1927 Marquitta
- 1928 The Sad Sack (Tire-au-flanc)
- 1928 The Tournament (Le Tournoi dans la cité)
- 1928 Mica vânzătoare de chibrituri (La Petite Marchande d'allumettes)
- 1929 Deșertul (Le Bled)
- 1931 On purge bébé
- 1931 Cățeaua (La Chienne)
- 1932 Noaptea răscrucii (La Nuit du carrefour)
- 1932 Boudu salvat de la înec (Boudu sauvé des eaux)
- 1932 Chotard and Company (Chotard et Cie)
- 1934 Madame Bovary
- 1935 Toni
- 1936 O plimbare la țară (Partie de campagne, also acted, not released until 1946)
- 1936 A noastră-i viața! (La vie est à nous)
- 1936 Azilul de noapte (Les Bas-fonds)
- 1936 Crima domnului Lange (Le Crime de Monsieur Lange)
- 1937 Iluzia cea mare (La Grande illusion)
- 1938 La Marseillaise
- 1938 Bestia umană (La Bête humaine)
- 1939 Regula jocului  (La Règle du jeu)
- 1941 Mlaștini (L'Étang tragique)
- 1943 Aceasta este țara mea (This Land Is Mine)
- 1944 Salute to France (Salut à la France)
- 1945 Omul din sud (The Southerner)
- 1945 Jurnalul unei camariste (Le Journal d'une femme de chambre)
- 1947 Femeia de pe plajă (La Femme sur la plage)
- 1951 Fluviul (Le Fleuve)
- 1953 Caleașca de aur (Le Carrosse d'or)
- 1955 French Cancan
- 1956 Elena și bărbații (Elena et les hommes)
- 1959 Testamentul doctorului Cordelier (Le Testament du docteur Cordelier)
- 1959 Dejun pe iarbă (Le Déjeuner sur l'herbe)
- 1962 Pe urmele caporalului (Le Caporal épinglé)[16]
- 1969 Micul teatru al lui Jean Renoir (Le Petit Théâtre de Jean Renoir), film TV

## Scrieri selective
- 1955: Orvet, Paris: Gallimard, play.
- 1962: Renoir, Paris: Hachette (Renoir, My Father), biography.
- 1966: Les Cahiers du Capitaine Georges, Paris: Gallimard (The Notebooks of Captain Georges), novel.
- 1974: Ma Vie et mes Films, Paris: Flammarion (My Life and My Films), autobiography.
- 1974: Écrits 1926-1971 (Claude Gauteur, ed.), Paris: Pierre Belfond, writings.
- 1976: Carola, in "L'Avant-Scène du Théâtre" no. 597, 1 noiembrie 1976, screenplay.
- 1978: Le Coeur à l'aise, Paris: Flammarion, novel.
- 1978 Julienne et son amour; suivi d'En avant Rosalie!, Paris: Henri Veyrier, screenplays.
- 1979: Jean Renoir: Entretiens et propos (Jean Narboni, ed.), Paris: Éditions de l'étoile/Cahiers du Cinéma, interviews and remarks.
- 1979: Le crime de l'Anglais, Paris: Flammarion, novel.
- 1980: Geneviève, Paris: Flammarion, novel.
- 1981: Œuvres de cinéma inédités (Claude Gauteur, ed.), Paris: Gallimard, synopses and treatments.
- 1984: Lettres d'Amérique (Dido Renoir & Alexander Sesonske, eds.), Paris: Presses de la Renaissance ISBN 2-85616-287-8, correspondence.
- 1989: Renoir on Renoir: Interviews, Essays, and Remarks (Carol Volk, tr.), Cambridge: Cambridge University Press.
- 1994: Jean Renoir: Letters (David Thompson and Lorraine LoBianco, eds.), London: Faber & Faber, correspondence.